# Ivana Gallardo
Ivana Xennia Gallardo Cruchet (20 de julio de 1993, Chile) es una deportista chilena de lanzamiento de bala y disco. Actualmente es profesora de Educación física y entrenadora en el colegio Monte Tabor y Nazaret.

## Logros
- 3° Selectivo Juegos Olímpicos de la Juventud - Lanzamiento de bala, 2010
- 3° Selectivo Juegos Olímpicos de la Juventud - Lanzamiento de disco, 2010
- 3° Sudamericano Menores - Lanzamiento de disco, Santiago 2010
- 1° Sudamericano Sub-23 - Lanzamiento de bala, Montevideo 2014
- 3° Sudamericano Sub-23 - Lanzamiento de disco, Montevideo 2014
- 3° Panamericano Universitario - Lanzamiento de bala, Sao Paulo 2018
- 2° Panamericano Universitario - Lanzamiento de disco, Sao Paulo 2018

## Récords
- Récord de Chile Juvenil - Lanzamiento Disco 2012
- Récord de Chile Sub-23 - Lanzamiento Disco 2014[2]
- Récord de Chile Sub-23 - Lanzamiento Disco 2015[3][4]